# Sains-Richaumont
Sains-Richaumont é uma comuna francesa na região administrativa de Altos da França, no departamento de Aisne. Estende-se por uma área de 12,46 km². Em 2010 a comuna tinha 1 071 habitantes (densidade: 86 hab./km²).